# Opius virtuosus
Opius virtuosus är en stekelart som beskrevs av Fischer 1969. Opius virtuosus ingår i släktet Opius och familjen bracksteklar. Inga underarter finns listade i Catalogue of Life.